# اسکندر کباب
اسکندر کباب (ترکی استانبولی: İskender kebap) یکی از شناخته شده‌ترین خوراکی‌های شمال غربی ترکیه است. این غذا، نام خود را از مخترعش، اسکندر افندی (استاد اسکندر)، که در اواخر قرن نوزدهم در امپراتوری عثمانی، در برسا زندگی می‌کرد، گرفته‌است.
این غذا از کباب ترکی تهیه شده از گوشت گوسفند نان برشته شده با سس گوجه فرنگی تند بر روی تکه‌های نان پیتا تهیه شده و با کره آب شده گوسفندی و ماست آماده می‌شود. سس گوجه فرنگی و کره آب شده معمولاً بر روی غذا سر میز ریخته می‌شوند.
«کبابچی اسکندر» (ترکی استانبولی: Kebapçı İskender)نماد بازرگانی است که توسط خانواده اسکندراوغلو ثبت شده‌است، که هنوز رستورانی در بورسا را اداره می‌کنند. این غذا در بسیاری از رستورانها در سراسر کشور در دسترس است که عمدتاً تحت نام «کباب اسکندر»، «بورسا کبابی» یا گاهی با یک جایگزین ساخته شده توسط رستوران به نام «اولوداغ کبابی» سرو می‌شود.